# Desfile del Orgullo de Brasilia
Brasília Orgulho, también conocido como Festival del Orgullo de Brasilia es el nombre del festival anual que se celebra en la ciudad brasileña de Brasilia para celebrar y reinvidicar los derechos LGBT.  Se celebra durante 16 días, entre los cuales el 28 de junio, Día Internacional del Orgullo LGBT. En ese día se celebran varios acontecimientos, entre ellos la Marcha del Orgullo de Brasilia, ceremonias de premiación, películas temáticas, debates y fiestas. Es el mayor festival de derechos humanos de la ciudad. Su primera edición como desfile se remonta a 1998, y el año 2018 se amplió a un evento más grande. El Brasilia Orgulho es parte de la organización InterPride, y ganó el Premio a Evento del Orgullo Destacado en Sudamérica en 2021. 

## Actividades y ediciones
La historia del activismo LGBT en el Distrito Federal Brasileño se remonta a 1979, con el grupo de activismo Beijo Livre. En su honor, Brasília Orgulho entrega una serie de premios a las organizaciones locales para agradecerles sus acciones.
| Año  | Edición | Número de asistentes   | Eventos destacables | Día de la Marcha       |
| ---- | ------- | ---------------------- | --- | ---------------------- |
| 1998 | 1º      | Desconocido            | 3º evento LGBT de Brasil | Desconocido            |
| 2017 | 20º     | 60.000                 | Unión a InterPride | Desconocido            |
| 2018 | 21º     | Desconocido            | Ampliación del Festival | 1 de julio             |
| 2019 | 22º     | 120.000                | Stonewall 50, Beijo Livre 40, Exposición de fotos, Obras teatrales | 14 de julio            |
| 2020 | 23º     | Cancelado por COVID-19 | Orgullo-20-Somos Maiores, proyecto por redes sociales de celebración. Iluminación del Congreso Nacional con la bandera arcoíris.                                                               | Cancelado por COVID-19 |
| 2021 | 24º     | Cancelado por COVID-19 | Creación de la tienda online, red de apoyo, Ciudade Orgulho (obras de arte LGBT repartidas por toda la ciudad), Premio a Evento del Orgullo Destacado en Sudamérica                            | Cancelado por COVID-19 |
| 2022 | 25º     | Desconocido            | Pintura LGBT más grande de Brasil: 250 metros de largo, exposición fotográfica, Premio a Innovación en Sudamérica, Ciudade Orgulho, Il·luminación de espacios públicos con la bandera arcoíris | Desconocido            |
| 2023 | 26º     | 100.000                | Il·luminación del Palácio do Planalto con la bandera arcoíris, marcha con zero emisiones de carbono, abertura por personas indígenas, Circuito gastronómico                                    | 9 de julio             |
| 2024 | 27º     | Desconocido            | Tema: «Orgullo +60. Personas mayores LGBT: visibilidad, inclusión y políticas públicas», teatros, documentales, exposiciones, 4ª edición de Ciudade Orgulho                                    | 28 de julio            |